# Посёлок 3-й
3-й — посёлок в Чебулинском районе Кемеровской области. Входит в состав Алчедатского сельского поселения.

## География
Центральная часть населённого пункта расположена на высоте 173 м над уровнем моря.

## Население
| 2002 | 2010 |
| ---- | ---- |
| 63   | ↘62  |

### Половой состав
По данным Всероссийской переписи населения 2010 года, в посёлке проживало 62 человека (29 мужчин, 33 женщины).